# Giulio Bertoni
Pour les articles homonymes, voir Bertoni.
Giulio Bertoni, né à Modène le 26 août 1878 et mort à Rome le 28 mai 1942, est un philologue, romaniste et critique littéraire italien.
En 1905, il est nommé professeur extraordinaire à l'Université de Fribourg, puis professeur ordinaire en 1908. Il occupe ce poste jusqu'en 1922, avant de retourner en Italie.
Il fut président de la Société de linguistique romane entre 1930 et 1932, et membre de l'Académie royale de langue et de littérature françaises de Belgique de 1938 à se mort. Il enseigna la philologie romane à l’université de Rome et fut nommé docteur honoris causa de l'université de Strasbourg en 1936.
Il reprit la théorie d'Adolfo Borgognoni selon laquelle la poétesse Nina Siciliana, considérée comme la première poétesse de l'histoire littéraire de l'Italie, serait en réalité une construction fictive de poètes masculins du XVIe siècle.

## Œuvre
- Il dialetto di Modena. Introduzione, grammatica, testi antichi, Turin, E. Loescher, 1905.
- Il Duecento, Milano, Vallardi, 1911.
- Il cantare del Cid introduzione, versione, note, con due appendici a cura di Giulio Bertoni, Bari, Laterza, 1912.
- L' elemento germanico nella lingua italiana, Genova, Formiggini, 1914
- I trovatori d'Italia. Biografie, testi, traduzioni, note, Modène, Orlandini, 1915.
- Italia dialettale, Milano, Hoepli, 1916.
- L' Orlando furioso e la rinascenza a Ferrara, Modène, Orlandini, 1919.
- I "Lais" del romanzo in prosa di Tristano, Turin, G. Chiantore, 1921.
- Programma di filologia romanza come scienza idealistica, in "Archivum Romanicum", vol. 2 (1922).
- Ludovico Ariosto, Rome, Formiggini, 1925.
- Breviario di neolinguistica (en collaboration avec Matteo Bartoli), Modène, Società tipografica modenese, 1925.
- La letteratura provenzale, Padoue, CEDAM, 1926.
- Lingua e pensiero. Studi e saggi linguistici, Florence, Olschki, 1932.
- Muratori e le Opere varie critiche di L. Castelvetro, Modena, Società tipografica modenese, 1933.
- I nuovi problemi della linguistica romanza, Paris, Libraire ancienne H. Champion, 1933.
- La lingua della "Scuola poetica siciliana", Bâle, B. Schwabe, 1935.
- De Petrarque a Montaigne, Paris, Librairie E. Droz, 1936.
- Antiche liriche portoghesi, Modène, Società tip. modenese, 1937.
- Cantari di Tristano, Modène, Società tipografica modenese, 1937.
- La vecchia e nuova questione della lingua, in "Nuova antologia", 16 novembre 1938-XVII, p. 122–131.
- Prontuario di pronuncia e ortografia (en collaboration avec F. A. Ugolini), Rome, E.I.A.R., 1939.
- Lingua e cultura, Florence, Olschki, 1939.
- Poesia provenzale moderna. La Pleiade del Felibrismo, Modène, Società tipografica modenese, 1940.
- Saggi linguistici scelti da Giulio Bertoni e pubblicati da colleghi, amici e ammiratori a celebrare i 40 anni del suo insegnamento universitario, Modène, Soc. Tip. Modenese, 1940.
- Di alcuni fondamenti storici e filologici di un nuovo Vocabolario della lingua italiana, in "Rendiconti della classe di scienze morali e storiche della Reale accademia d'Italia", serie VII, vol. III (1942), fasc. IX.